# Звёздное наследие
Звёздное насле́дие (полное название Звёздное насле́дие 1: Чёрная Ко́бра, англ. Star Heritage 1: The Black Cobra) — квест, разработанный Step Creative Group.

## Описание
Действие игры происходит во вселенной Elite.
Уже несколько столетий человечество находится под властью артангов — жабоподобных существ, вторгшихся из глубин космоса. На Земле действует центр сопротивления, агенты которого под видом торговцев перебрасывают оружие на незащищённые планеты.
Главный герой игры — секретный агент Земли, чудом оставшийся в живых после уничтожения его корабля и катапультировавшийся на неизвестную планету. Связь со своими потеряна, поэтому приходится полагаться только на свои силы, чтобы выбраться с планеты. По ходу действия главному герою становится доступна ценная информация, позволяющая раз и навсегда покончить с властью артангов.
В настоящий момент игра проходит стадию переиздания для сообщества Steam Greenlight.

## История создания

Звёздное наследие (1995)

Игра была разработана игровой студией Step Creative Group для платформы ZX Spectrum в 1995 году и сразу же после выхода стала хитом. Игра, в отличие от других квестов платформы обладала хорошо прорисованной графикой, команды не вводились вручную, а выбирались из списка, что значительно облегчало игровой процесс, сменой времени суток (что влияло на сюжет), а также аркадными вставками, органично вписывающимися в сюжет. Большу́ю роль также сыграл удачный сюжет, хорошо подобранные головоломки, имелись две концовки игры.
После выхода игры и её успеха началась разработка продолжения игры Звёздное наследие 2, но проект так и не был завершён. На 80 % у компании случился кризис, и разработку прикрыли.
С 1998 года Step Creative Group начала работать на платформе IBM PC и в 2005 году выпустила ремейк игры под тем же названием. Сюжет фактически не был изменён, хотя многие головоломки были упразднены, другие введены, появилась альтернативная сюжетная линия. Новая игра переняла многие элементы своей предшественницы, нехарактерные для квестов в общем: смену дня и ночи, аркадные вставки, элементы RPG (наличие развивающихся боевых навыков, здоровья), возможность в самый неподходящий момент «погибнуть» от обессиленности или проиграв битву с очередным врагом. Конечно, полностью был переработан интерфейс и появилась тщательно прорисованная графика, соответствующая современным требованиям.
После выхода Звёздного наследия на IBM PC разработчики анонсировали две следующие игры из этой же серии: Звёздное наследие 2: По ту сторону Вселенной, представляющей собой квест — продолжение первой части и Звёздное наследие 0: Корабль Поколений — драматичный научно-фантастический ролевой экшен от третьего лица (Action/RPG). Но как уже стало известно в дальнейшем, выпуск их крайне маловероятен, так как проект не стал коммерчески успешным и может существовать только за счёт спонсорских вливаний, которые на данный момент не обнаружены.
Проект заморожен с конца 2006 года, и компания до сих пор ожидает финансовой помощи.

## Издания
- Игра была переведена на немецкий язык с названием «Star Heritage, Teil 1: The Black Cobra» и издана фабрикой игр Alawar при содействии германского партнёра Kalypso Media.[источник не указан 4964 дня]
- Неофициальная версия для Game Boy Color, разработанная командой энтузиастов R-Lab Архивная копия от 3 июля 2019 на Wayback Machine. В игре была изменена графика и музыка. Изменился также режим боя, а тексты в игре были переведены на английский. После завершения работы над игрой разработчики стали искать издателя, но не сумели ни с кем договориться. 19 сентября 2001 года они сделали свою версию свободно распространяемой[3][4].
- В России была издана музыкальная коллекция треков из игры[5].
- Игра звёздное наследие «Чёрная кобра» для ZX Spectrum портирована для движка INSTEAD, портированная версия находится в официальном репозитории INSTEAD-игр[6].
- В 2012 году для платформы ZX Spectrum был выпущен неофициальный перевод оригинальной демоверсии под названием «Star Heritage»[7].
- Компания-разработчик совместно с NET Lizard LTD планировали издать в СНГ версию игры для мобильных телефонов, но проект был закрыт. Архивная копия от 19 августа 2013 на Wayback Machine